# David Mazouz
David Mazouz [daˈvíːd məˈzuːz]IPA, (* 19. února 2001, Los Angeles, Kalifornie) je americký filmový a televizní herec. V seriálu Doteky osudu ztvárnil v letech 2012–2013 Jakea Bohma, mezi lety 2014 a 2019 hrál Bruce Waynea v seriálu Gotham.

## Život
David Mazouz se narodil v roce 2001 v Los Angeles manželům Rachel a Michelovi Mazouzovým. Jeho matka je psychoterapeutka, otec lékař. Má sestru Rebeccu. Jeho otec pochází z Tuniska, matka se narodila v USA rodičům řeckého původu. Jako příslušník rodiny sefardských Židů prošel ve 13 letech náboženským obřadem bar micva.
David se kromě herectví věnuje hře na kytaru, zpěvu, tanci a psaní písní a textů. Má rád filmy, zajímá se o geografii a mapy.

## Dílo

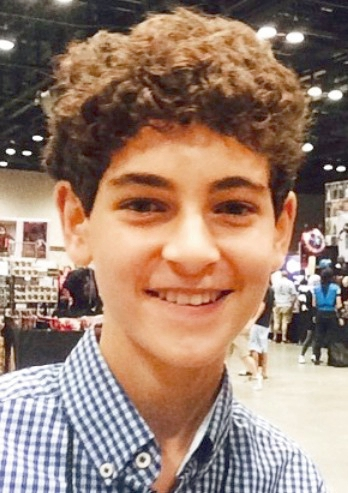
David Mazouz v roce 2015

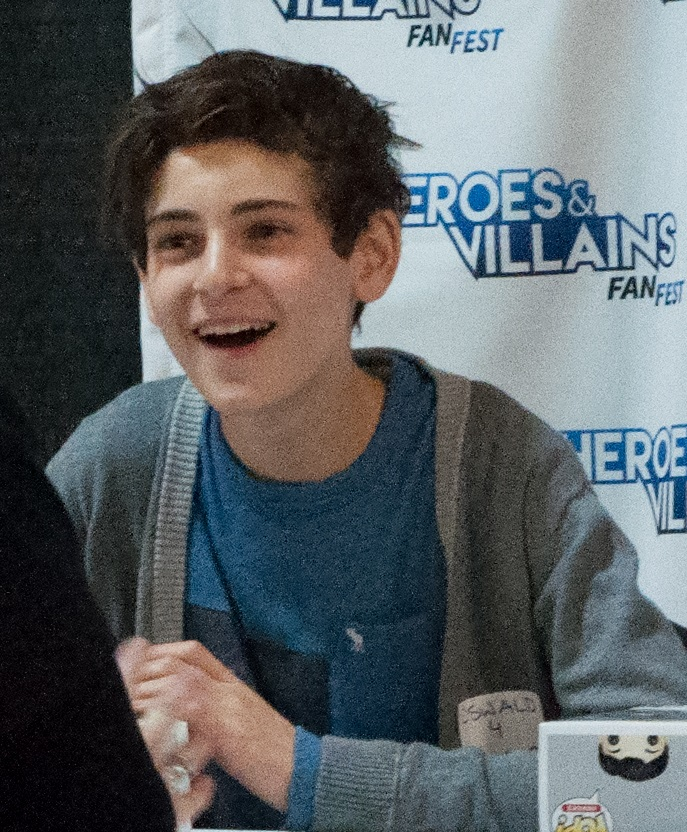
David Mazouz v roce 2016

Účinkovat začal v reklamách a od roku 2010 dostával i menší role v televizních seriálech (Mike & Molly, Criminal Minds (Myšlenky zločince), The Office (Kancl).
Pak přišla jedna z hlavních rolí v televizním seriálu Touch (Doteky osudu), natočeného v roce 2012 – 2013. Ztvárnil zde Jakea Bohma, postiženého syna hlavního hrdiny, bývalého novináře, Martina Bohma (Kiefer Sutherland). Za tuto roli byl nominován na cenu Young Artist Award 2013 pro nejlepšího herce v hlavní roli v televizním seriálu, kterou ale nezískal. Další velkou rolí byl mladý Bruce Wayne (Batman) v televizním seriálu Fox Broadcasting Company z roku 2014 s názvem Gotham.

## Filmografie

### Film
| Rok  | Název              | Role            | Poznámky |
| ---- | ------------------ | --------------- | -------- |
| 2011 | Lež má krátké nohy | Timmy           |          |
| 2013 | Sanitarium         | Steve Mansworth |          |
| 2014 | Hráč               | Ivan Drago      |          |
| 2016 | The Darkness       | Michael Taylor  |          |
| 2016 | Inkarnace          | Cameron Sparrow |          |

### Televize
| Rok       | Název                | Role                           | Poznámky                               |
| --------- | -------------------- | ------------------------------ | -------------------------------------- |
| 2010      | Amish Grace          | Andy Roberts                   | TV film                                |
| 2010      | Mike a Molly         | Randy                          | díl: „After the Lovin'“                |
| 2011      | Private Practice     | Marshall Rakoff                | díl: „God Bless the Child“             |
| 2011      | Myšlenky zločince    | Ryan Hall                      | díl: „The Bittersweet Science“         |
| 2011      | Kancl                | Bert California                | díl: „Spooked“                         |
| 2012–2013 | Doteky osudu         | Jacob "Jake" Bohm              | hlavní role                            |
| 2013      | Closer: Nové případy | Steve                          | díl: „Se vším všudy“                   |
| 2013      | Dear Dumb Diary      | Hudson Rivers                  | TV film                                |
| 2014      | V těle boubelky      | Ryan Hatcher                   | díl: „Life & Death“                    |
| 2014–2019 | Gotham               | Bruce Wayne                    | hlavní role                            |
| 2017      | Griffinovi           | Peterovo spolupracovník (hlas) | díl: „Don't Be a Dickens on Christmas“ |

## Ocenění a nominace
| Rok  | Ocenění             | Kategorie                              | Práce        | Výsledek |
| ---- | ------------------- | -------------------------------------- | ------------ | -------- |
| 2013 | Young Artist Awards | nejlepší seriálový herec v hlavní roli | Doteky osudu | nominace |
| 2018 | Cena Saturn         | nejlepší seriálový mladý herec         | Gotham       | nominace |
| 2018 | Teen Choice Award   | nejlepší seriálový herec: akční        | Gotham       | nominace |